# Holy (canción)
«Holy» es una canción del cantante canadiense Justin Bieber con el rapero estadounidense Chance The Rapper. Se lanzó junto con un video musical el 18 de septiembre de 2020. El sencillo marca el cuarto sencillo colaborativo entre ambos artistas después de «Confident» (2013), «I'm the One» (2017) y «No Brainer» (2018).

## Antecedentes y composición
Bieber y el cantante estadounidense Chance The Rapper trabajaron juntos por primera vez en 2013 , cuando el rapero escribió la letra del sencillo «Confident». Bieber apareció más tarde en la canción de su compañero «Juke Jam» en 2016, y posteriormente colaboraron en las canciones «I'm the One» y «No Brainer». El 15 de septiembre de 2020, Bieber anunció por primera vez el lanzamiento de un nuevo sencillo para el 18 de septiembre el cual iría acompañado de un cortometraje dirigido por Colin Tilly.
«Holy» combina elementos de la música gospel, la música cristiana espiritual y el R&B con la característica voz plana de Bieber.

## Video musical
El video oficial de la canción fue dirigido por Colin Tilley, y fue protagonizado por los actores Wilmer Valderrama y Ryan Destiny.

## Posicionamiento en listas
| Listas (2020)                             | Mejor posición |
| ----------------------------------------- | -------------- |
| Alemania (Official German Charts)         | 22             |
| Argentina (Argentina Hot 100)             | 78             |
| Australia (ARIA)                          | 4              |
| Austria (Ö3 Austria Top 40)               | 10             |
| Bélgica (Ultratop 50) Flanders            | 25             |
| Bélgica (Ultratop 50) Wallonia            | 32             |
| Canadá (Canadian Hot 100)                 | 1              |
| Dinamarca (Tracklisten)                   | 7              |
| Escocia (Official Charts Company)         | 9              |
| Estados Unidos (Billboard Hot 100)        | 3              |
| Estados Unidos (Adult Contemporary)       | 30             |
| Estados Unidos (Adult Top 40)             | 17             |
| Estados Unidos (Mainstream Top 40)        | 16             |
| Estados Unidos (Rhythmic)                 | 17             |
| Francia (SNEP)                            | 125            |
| Hungría (Single Top 40)                   | 10             |
| Hungría (Stream Top 40)                   | 14             |
| Irlanda (IRMA)                            | 4              |
| Italia (FIMI)                             | 61             |
| Japón (Japan Hot 100)                     | 46             |
| Malasia (RIM)                             | 6              |
| Noruega (VG-lista)                        | 3              |
| Nueva Zelanda (RMNZ)                      | 3              |
| Países Bajos (Dutch Top 40)               | 7              |
| Países Bajos (Single Top 100)             | 5              |
| Polonia (Polish Airplay Top 100)          | 45             |
| Reino Unido (UK Singles Chart)            | 10             |
| República Checa (Singles Digitál Top 100) | 20             |
| Singapur (RIAS)                           | 5              |
| Suecia (Sverigetopplistan)                | 5              |
| Suiza (Schweizer Hitparade)               | 10             |

## Certificaciones
| País (organismo certificador) | Certificación | Unidades certificadas |
| ----------------------------- | ------------- | --------------------- |
| Estados Unidos (RIAA)         | Oro           | 500 000               |
| Nueva Zelanda (RIANZ)         | Oro           | 15 000                |

## Historial de lanzamiento
| País           | Fecha                    | Formato                      | Discográfica | Ref           |
| -------------- | ------------------------ | ---------------------------- | ------------ | ------------- |
| Varios         | 18 de septiembre de 2020 | Descarga digital y streaming | Def Jam      | [ 45 ] [ 46 ] |
| Italia         | 18 de septiembre de 2020 | Contemporary hit radio       | Universal    | [ 47 ]        |
| Reino Unido    | 18 de septiembre de 2020 | Contemporary hit radio       | Def Jam      | [ 48 ]        |
| Estados Unidos | 21 de septiembre de 2020 | Adult contemporary           | Def Jam      | [ 49 ]        |
| Reino Unido    | 3 de octubre de 2020     | Adult contemporary           | Universal    | [ 50 ]        |